# Gnomibidion fulvipes
Gnomibidion fulvipes là một loài bọ cánh cứng trong họ Cerambycidae.